# Józef Arnulf Giedroyć
Józef Arnulf Giedroyć herbu Hippocentaurus (ur. 24 lipca 1754 w Komorowszczyźnie, zm. 17 lipca 1838 w Olsiadach) – biskup żmudzki od 1803 roku, przewodniczący Komisji Edukacyjnej Litewskiej od 1797 roku.
Dzięki protekcji swojego stryja Jana Stefana Giedroycia, jeszcze jako alumn seminarium duchownego w Wilnie został kanonikiem inflanckim. W 1781 przyjął święcenia kapłańskie. W latach 1781–1785 odbył studia teologiczne w Rzymie. Od 1786 był członkiem kapituły żmudzkiej. Był członkiem konfederacji Sejmu Czteroletniego.  W 1788 został prałatem archidiakonem. W 1789 został odznaczony przez króla Stanisława II Augusta Poniatowskiego Orderem Świętego Stanisława. 4 grudnia 1790 mianowany koadiutorem diecezji żmudzkiej. W 1791 prekonizowany biskupem tytularnym Orthosias w Caria. W 1795 został wybrany delegatem Księstwa Żmudzkiego i udał się z misją dziękczynną do Katarzyny II. W dowód uznania dostał od niej krzyż diamentowy.
Od 1801 sprawował faktycznie rządy w diecezji. Na życzenie cara Aleksandra I, wziął udział pracach Komitetu Biblijnego. Przełożył Nowy Testament na język żmudzki.
W liście pasterskim poparł powstanie listopadowe.